# Karl David Metz
Karl David Metz (* 24. Februar 1799; † 4. Februar 1869; auch Carl David Metz) war ein deutscher Kaufmann und Politiker. Von 1851 bis 1863 gehörte er der Abgeordnetenkammer der Württembergischen Landstände an.

## Leben
Metz war Kaufmann in Heilbronn und gehörte bis 1869 dem Gemeinderat der Stadt an. Als vom 1. Februar bis 26. Juni 1849 Heilbronns Stadtschultheiß August Klett anstelle des zurückgetretenen Louis Hentges in die Frankfurter Nationalversammlung ging, führte Metz als sein Amtsverweser die Geschäfte.
Bei der ersten Wahl zur verfassungrevidierenden Landesversammlung am 1. August 1849 kandidierte Metz im (Stadt und Oberamt Heilbronn umfassenden) Wahlkreis Heilbronn Amt, konnte sich aber nicht gegen den Demokraten August Ruoff durchsetzen. Bei der nächsten regulären Wahl zur Abgeordnetenkammer im Jahr 1851 kandidierte Metz in der Stadt Heilbronn und wurde gewählt. 1856 und 1862 wurde er wiedergewählt; im Januar 1863 legte er das Mandat nieder. Zu seinem Nachfolger wurde Adolf von Goppelt gewählt.

## Familie
Metz heiratete 1826 Rosine Lang. Aus der Ehe ging sein Sohn Friedrich Metz (* 1827) hervor.